# Градище (Алданци)
Вижте пояснителната страница за други значения на Градище.
Градище (на македонска литературна норма: Градиште) е археологически обект, селище от Римската епоха край крушевското село Алданци, Северна Македония.

## Местоположение
Градище се намира на 2 km северно от селото, на малък хълм.

## Описание
На Градище повърхността на нивите се откриват останки от сгради: фрагменти от мраморни архитектурни части, тухли, керамика, римски монети, питоси и други. Находките се съхраняват в Института и музей в Прилеп.